# شهرستان نی‌ریز
شهرستان نی‌ریز یکی از شهرستان‌های استان فارس ایران است. مرکز این شهرستان، شهر نی‌ریز است.

## تاریخچه
با اولین تقسیمات کشوری طبق نظم فعلی در سال ۱۳۱۶ بخش نی ریز با ۳ دهستان حومه ، دهستان آباده طشک و دهستان مشکان در تابعیت شهرستان فسا تشکیل شد.این شهرستان در تاریخ ۱۷ اردیبهشت ۱۳۳۷ از شهرستان فسا جدا شد و مستقل گردید. با ارتقا بخش نی ریز به شهرستان ، با ۳ بخش مرکزی، آباده طشک و پشتکوه تصویب گردید. سال ۶۵ دهستان چاهک از نی ریز جدا شد. سال ۷۶ آباده طشک شهر شد. در سال ۱۳۸۰ با انتزاع دو دهستان قطرویه و ریزاب از این بخش مشکان(پشتکوه)، بخش قطرویه تشکیل گردید. سال ۸۰ مشکان و سال ۸۹ قطرویه شهر شد.در مهر ۱۳۹۸ بخش آباده طشک به شهرستان بختگان ارتقا یافت و از نی ریز جدا شد. خرداد ماه ۱۴۰۳ نام بخش پشتکوه با درخواست مردم و تصویب دولت به بخش مشکان تغییر نام داد ‌.

## جغرافیا
شهرستان نی ریز از شهرستان‌های شرقی استان فارس است در مرز بین استان کرمان و فارس و در جاده شیراز به کرمان و انتهای بزرگراه مهریز نی ریز واقع شده است. 
این شهرستان که از شمال به استان یزد و از شمال شرقی به شهرستان شهربابک در استان کرمان و از سمت مشرق به شهرستان سیرجان در استان کرمان، از جنوب شرقی به شهرستان حاجی‌آباد در استان هرمزگان، از جنوب به شهرستان داراب، از جنوب غرب به شهرستان استهبان و از غرب به شهرستان بختگان محدود می‌شود.
این شهرستان با مرکزیت شهر نی‌ریز، دارای ۷٬۳۲۸ کیلومتر مربع وسعت و فاصله آن تا شیراز ۲۲۲ کیلومتر است. میانگین ارتفاع آن از سطح دریا ۱۶۰۵ متر می‌باشد.

## پیشینه نام
با توجه به نگاشته‌های الواح گلی تخت جمشید، این شهرستان بنام «نای ذی» یعنی «کارگاه اسلحه سازی» معروف بوده، بنابراین می‌توان آن را از شهرستان‌های قدیمی و کهن استان برشمرد.

## جاذبه‌های گردشگری

#### مسجد جامع کبیر
از مساجد قدیمی است که سبک معماری ایوان آن به شیوه معماری دوران ساسانی می‌باشد. این مسجد دارای محرابی با گچبری‌های بسیار با ارزش است. در این مسجد در دوره‌های عضدالدوله دیلمی، سلجوقی و خوارزمشاهی مرمتهایی صورت گرفته است.

به عقیده برخی مورخین این مسجد قبل از ورود اسلام به ایران از آتشکده‌های مهم زرتشتیان بوده است.

#### قلعه اس.پی. آر (S.P.R)
از قلعه‌های نظامی نیروهای انگلیسی و هندی در جنگ جهانی اول است که از سنگ و ساروج ساخته شده است. در وسط آن حیاط و در اطراف آن حجره و اتاق‌های متعدد واقع شده و در چهارگوش آن چهار برج جهت نگهبانی وجود دارد.
از دیگر آثار و جاذبه‌های تاریخی شهرستان نی ریز می‌توان به مقبره میرزا احمد نیریزی، موزه سنگ و خوشنویسی، کاروانسرای نیریز، قلعه سوخک، ارگ قطرویه، سرای آبی‌بی و سرای فاتح اشاره کرد.

#### منطقه حفاظت شده بهرام گور
این منطقه با وسعت ۲۶۰ هزار هکتار در فاصله ۴۰ کیلومتری شهر نی ریز بین بخش های قطرویه و مشکان  قرار گرفته است. گونه‌های نادری از جانوران شامل یوزپلنگ، گورخر آسیائی قوچ، میش، هوبره و گربه وحشی در این منطقه وجود دارد. پوشش گیاهی این منطقه شامل قیچ، گز، بادام کوهی، درمنه، انواع گون، آویشن و آنغوزه می‌باشد.

#### بوستان ملی بختگان
این منطقه با وسعت بیش از ۳۰۰ هزار هکتار در فاصله ۱۰۵ کیلومتری شهر نی ریز واقع شده و متشکل از دریاچه بختگان و جزیره نرگس است که با پوشش گیاهی متنوع و گونه‌های متفاوت جانوری و پرندگان مهاجر از جمله فلامینگو، پلیکان، درنا، اردک و غاز وحشی مکانی مناسب جهت بازدید گردشگران می‌باشد.

#### دشت لاله‌های واژگون مشکان

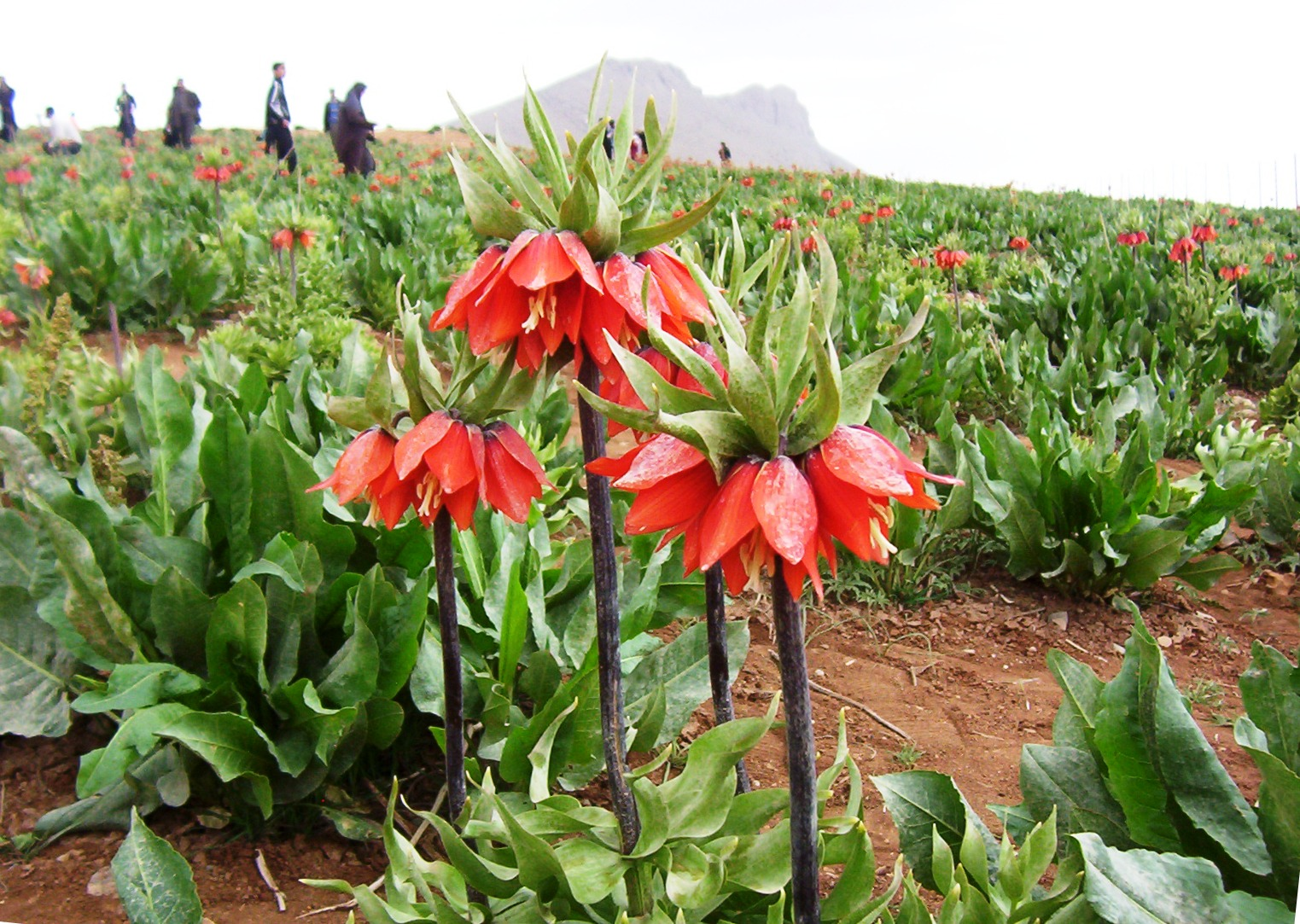

لاله واژگون به عنوان گیاهی که تنها رویشگاه آن در جهان ایران می‌باشد توسط سازمان محیط زیست به عنوان اثر طبیعی ملی نام گرفته است و در ایران در چند نقطه گزارش رویش داشته است از جمله مشکان که در ۱۰کیلومتری غرب این شهر در منطقه جاشترگ واقع است فصل رویش این گونه نادر اواخر فروردین تا اواسط اردیبهشت ماه است.

#### دریاچه سد گنوی مشکان
این دریاچه زیبا در ۱۵ کیلومتری جاده مشکان به نی ریز در پایین دست قنات سفیدار در فاصله یک کیلومتری از جاده واقع شده است. آب دریاچه شیرین است.

#### آبشار تارم
این آبشار در پنج کیلومتری شهر نی ریز و در دامنه کوه‌های جنوبی این شهر واقع بوده و تلفیقی از زیبایی‌های طبیعی چون چشمه، کوه، جنگل یک قنات زیبا به نام آبادزردشت بر زیبایی آن افزوده است. شهر نی ریز دویست کیلومتری شیراز واقع است. آب آبشار و چندین چشمه در نزدیکی آن پس از عبور از میان درختان انجیر به گورآب می‌ریزد. آبشار تارم یک آبشار فصلی با ارتفاع ۱۱۵ متر در شهرستان نی ریز استان فارس بوده و به عنوان بزرگ‌ترین آبشار فصلی خاورمیانه شناخته شده است.

#### پهنابه
پهنابه یکی از بکرترین و زیباترین جاذبه‌های طبیعی شهر نی ریز است. این دره زیبا در نزدیکی روستای پهنابه از توابع دهستان هرگان قرار گرفته است. فاصله این جاذبه طبیعی تا شهر نی ریز ۳۵ کیلومتر بوده و مسیر دسترسی به آن نیز اغلب آسفالته است و تنها چند کیلومتر آخر مسیر به صورت جاده خاکی است.
عبور رودخانه پهنابه از میان دره پهنابه از تنگ بوخون در نزدیکی تفرجگاه پهنابه سرچشمه می‌گیرد.
پهنابه تنها رودخانه دائمی شهر نی ریز است که از تنگ بوخون سرچشمه می‌گیرد. جوشش چشمه‌ها سبب شده تا با فرود آمدن آب چشمه‌ها از بلندای سنگ‌ها آبشارهای کوچکی نیز شکل بگیرد که در مجاورت درختان، گیاهان سرسبز، خزه‌های روییده بر روی سنگ‌ها و شکاف کوه‌ها چشم‌انداز بسیار زیبا و قابل توجهی را به وجود می‌آورد. وجود کوه‌های مرتفع در نزدیکی این دره نیز محیط برای انجام فعالیت‌های کوه پیمایی مناسب می‌کند.

#### بید بخون
بید بخون در جنوب نی ریز و حدود ۵ کیلومتری نی ریز واقع شده است.
شهرت این مکان به دلیل وجود سه درخت چنار قدیمی و چشمهٔ یاقوتی می‌باشد.
در اطراف این مکان نیز درختان انجیر، ارژن، بادام و بادام کوهی به چشم می‌خورد.
علت این نام گذاری وزش بادها به سمت درختان بوده که در اصطلاح به آن بید بخوان گفته می‌شود که به زبان محلی بید بخون معروف است.

#### جنگل‌ قرجه
با درختان کهنسال بنه و کهکم در بخش مشکان در مرز بین دو استان فارس و یزد از زیباترین جنگل های بنه می باشد

## تقسیمات کشوری
شهرستان نی‌ریز دارای ۳ بخش، ۶ دهستان و ۳ شهر به شرح زیر است:

### شهرستان نی‌ریز
| بخش    | مرکز بخش | جمعیت بخش ۱۳۹۵ | نام دهستان | مرکز دهستان | جمعیت دهستان ۱۳۹۵ | شهر    | جمعیت شهر ۱۳۹۵ |
| ------ | -------- | -------------- | ---------- | ----------- | ----------------- | ------ | -------------- |
| مرکزی  | نی‌ریز    | ۵۶٬۶۲۶ نفر     | رستاق      | نصیرآباد    | ۵٬۶۰۶ نفر         | نی‌ریز  | ۴۹٬۸۵۰ نفر     |
| مرکزی  | نی‌ریز    | ۵۶٬۶۲۶ نفر     | هرگان      | هرگان       | ۱٬۱۷۰ نفر         | نی‌ریز  | ۴۹٬۸۵۰ نفر     |
| قطرویه | قطرویه   | ۱۵٬۶۴۲ نفر     | ریزآب      | ریزآب       | ۱۱٬۵۶۶ نفر        | قطرویه | ۲٬۸۹۵ نفر      |
| قطرویه | قطرویه   | ۱۵٬۶۴۲ نفر     | قطرویه     | قطرویه      | ۱٬۱۸۱ نفر         | قطرویه | ۲٬۸۹۵ نفر      |
| مشکان  | مشکان    | ۱۲٬۷۹۹ نفر     | دهچاه      | دهچاه       | ۳٬۵۸۶ نفر         | مشکان  | ۶٬۶۱۷ نفر      |
| مشکان  | مشکان    | ۱۲٬۷۹۹ نفر     | مشکان      | مشکان       | ۲،۵۹۶ نفر         | مشکان  | ۶٬۶۱۷ نفر      |

## مشاهیر
درکنار چشم‌اندازهای تاریخی و طبیعی شهرستان وجود دانشمندانی چون فضل بن حاتم نی ریزی و خوشنویسانی چون میرزا احمد نی ریزی، محمد شفیع نی ریزی و ساکت نی ریزی بر زیور آن افزوده است.

## سوغات
سوغات شهرستان، انجیر، بادام، انار، پسته، حلوی ارده و زعفران است.

## جمعیت
بر پایه سرشماری عمومی نفوس و مسکن در سال ۱۳۹۵، جمعیت شهرستان نی‌ریز برابر با ۸۱٬۰۶۷ نفر بوده است.